# Coenocharopa multiradiata
Coenocharopa multiradiata är en snäckart som beskrevs av Stanisic 1990. Coenocharopa multiradiata ingår i släktet Coenocharopa och familjen Charopidae. Inga underarter finns listade i Catalogue of Life.